# امبوهیتسهنو
امبوهیتسهنو (به لاتین: Ambohitseheno) یک منطقهٔ مسکونی در ماداگاسکار است که در آنالامانگا واقع شده‌است.

## خصوصیات
امبوهیتسهنو ۶٬۰۰۰ نفر جمعیت دارد و ۱٬۴۷۱ متر بالاتر از سطح دریا واقع شده‌است.